# 12 novembre
Pour les articles homonymes, voir Douze-Novembre.
12 octobre 12 décembre
Chronologies thématiques
- Croisades
- Ferroviaires
- Sports
- Disney
- Anarchisme
- Catholicisme

Abréviations / Voir aussi
- (° 1852) = né en 1852
- († 1885) = mort en 1885
- a.s. = calendrier julien
- n.s. = calendrier grégorien
- Calendrier
- Calendrier perpétuel
- Liste de calendriers
- Naissances du jour

Le 12 novembre est le 316e jour de l'année du calendrier grégorien, 317e lorsqu'elle est bissextile. Il reste ensuite 49 jours avant la fin de l'année civile.
C'était généralement l'équivalent du 22 brumaire du calendrier républicain ou révolutionnaire français, officiellement nommé jour de l'azerole (une aubépine).

## Événements

### Viesiècleav. J.-C.
- -520 : assassinat d'un éphémère roi Dao de Chine par son demi-frère le prince Chao (décès ci-après).

### Xesiècle
- 954 : sacre du roi des Francs Lothaire.

### XIVesiècle
- 1330 : victoire de Basarab Ier Întemeietorul, à la bataille de Posada.

### XVIIIesiècle
- 1713 : fin des élections générales en Grande-Bretagne qui ont débuté le 22 août 1713. Elles sont remportées par le Parti tory[1] [réf. souhaitée]
- 1798 : bataille de Meerhout, pendant la guerre des Paysans.

### XIXesiècle
- 1866 : fin de l'expédition en Corée du contre-amiral français Roze, entreprise en représailles du massacre de neuf missionnaires français.
- 1890 : « toast d'Alger ».
- 1893 : la ligne Durand fixe la frontière entre l'Afghanistan et le Raj britannique.

### XXesiècle
- 1906 : Alberto Santos-Dumont franchit une distance de 220 mètres en 21 secondes, avec son aéroplane.
- 1918 : fin de la première guerre mondiale à la suite de l'Armistice de la veille :
  - l'empereur Charles Ier d'Autriche renonce à l'exercice du pouvoir.
  - La république d'Autriche allemande est proclamée.
  - Abdication du grand-duc Ernest-Louis de Hesse, du prince Léopold IV de Lippe, du duc Joachim-Ernest d'Anhalt (proclamée par le prince Aribert d'Anhalt, régent du duché).
  - Début de l'occupation de Constantinople.
- 1920 : traité de Rapallo.
- 1927 : exclusion de Léon Trotski du Parti communiste de l'Union soviétique.
- 1940 : la campagne du Gabon s'achève par une victoire de la France libre.
  - (seconde guerre mondiale)
- 1944 : le cuirassé Tirpitz est coulé.
- 1948 : le Tribunal militaire international pour l'Extrême-Orient rend son verdict.
- 1954 : dans la baie de New York, fermeture d'Ellis Island comme centre d'immigration aux États-Unis.
- 1956 : admission du Maroc, du Soudan et de la Tunisie à l'ONU.
- 1964 : avènement du grand-duc Jean de Luxembourg sur son trône, cofondateur du BéNéLux et de la CEE.
- 1968 : admission de la Guinée équatoriale à l'ONU.
- 1969 : Seymour Hersh révèle le massacre de Mỹ Lai.
- 1975 : admission des Comores à l'ONU.
- 1990 : intronisation de l'empereur du Japon Akihito.

### XXIesiècle
- 2001 : insurrection d'Hérat, pendant la guerre d'Afghanistan.
- 2015 : un double attentat-suicide fait plus de 40 morts à Beyrouth au Liban.
- 2022 : à Pretoria, en Afrique du Sud, le Traité de paix tigré-éthiopien mettant fin au conflit est signé[2],[3],[4].
- 2023 :  effondrement du tunnel de l'Uttarakhand (Inde) en 2023[5]. 41 employés ont été enfermé (sauvés le 28 novembre)[6]

## Sciences et techniques
- 1937 : inauguration de l’aéroport international français du Bourget.
- 2014 : atterrissage du module Philae de la sonde spatiale européenne Rosetta sur la comète Tchourioumov-Guérassimenko après dix ans de vol[7],[8].

## Économie et société
- 1970 : obsèques de Charles de Gaulle, enterré auprès de sa fille Anne, à Colombey-les-deux-églises (Haute-Marne)[9].
- 1999 : abrogation de la loi Glass-Steagall Act par l'administration Clinton.
- 2017 : en Iran, un séisme dans la province de Kermanshah, à la frontière avec l'Irak, entraîne 630 morts, plus de 8 100 blessés, et laisse plus de 70 000 personnes sans logement.
- 2022 : à Dallas, aux États-Unis, une collision aérienne du salon aéronautique survient et fait 6 morts[10].

## Naissances

### XVIesiècle
- 1528 : Qi Jiguang (戚繼光), général chinois († 5 janvier 1588).
- 1547 : Claude de France, duchesse de Lorraine et de Bar († 21 février 1575).

### XVIIesiècle
- 1606 : Jeanne Mance, fondatrice canadienne de l’hôpital de Ville-Marie, le premier Hôtel-Dieu de Montréal († 18 juin 1673).
- 1615 : Richard Baxter, théologien et écrivain anglais († 8 décembre 1691).
- 1627 : Diego Luis de San Vitores, missionnaire jésuite espagnol († 2 avril 1672).
- 1651 : Juana Inés de la Cruz, religieuse et femme de lettres mexicaine († 17 avril 1695).
- 1684 : Edward Vernon, amiral anglais († 30 octobre 1757).

### XVIIIesiècle
- 1729 : Louis-Antoine de Bougainville, navigateur français († 31 août 1811).
- 1746 : Jacques Charles, chimiste français († 7 avril 1823).
- 1755 : Gerhard Johann David von Scharnhorst, général et homme politique prussien († 28 juin 1813).
- 1780 : Piet Retief, boer sud-africain († 6 février 1838).
- 1795 : Thaddeus William Harris, médecin et entomologiste américain († 16 janvier 1856).

### XIXesiècle
- 1815 : Elisabeth Cady Stanton, militante féministe américaine († 26 octobre 1902).
- 1817 : Bahá'u'lláh (Mīrzā Ḥusayn-ʿAlī Nūrī / میرزا حسینعلی نوری dit), chef religieux iranien († 29 mai 1892).
- 1819 : Monier Monier-Williams, linguiste britannique († 11 avril 1899).
- 1833 : Alexandre Borodine (Александр Порфирьевич Бородин), compositeur, chimiste et médecin russe († 27 février 1887).
- 1831 : Léopold De Cauwer, peintre belge († 1891).
- 1840 : Auguste Rodin, sculpteur français († 17 novembre 1917).
- 1842 : 
  - John William Strutt, 3e baron Rayleigh, physicien anglais, prix Nobel de physique en 1904 († 30 juin 1919).Sun Yat-sen vers 1910.

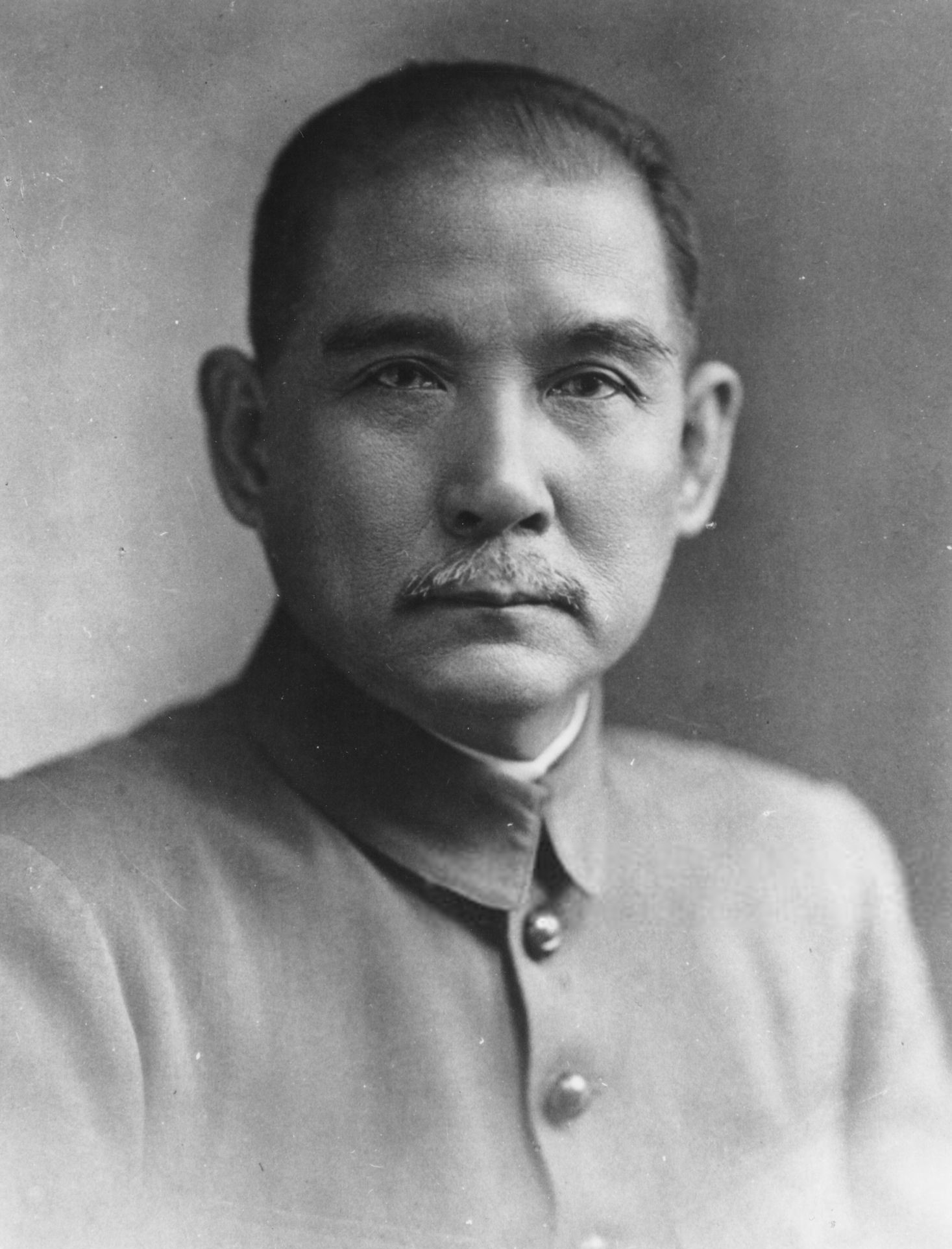
Sun Yat-sen vers 1910.

  - Piedad de la Cruz, fondatrice des salésiennes du Sacré-Cœur de Jésus († 26 février 1916)[11].
- 1848 : Eduard Müller, homme politique et avocat suisse, maire de Berne et conseiller fédéral († 9 novembre 1919).
- 1850 : Mikhaïl Tchigorine (Михаил Иванович Чигорин), joueur d’échecs russe († 25 janvier 1908).
- 1866 : Sun Yat-sen (孫逸仙), chef d'État chinois, président de la république de Chine en 1912 († 12 mars 1925).
- 1868 : Édouard Vuillard, peintre français († 21 juin 1940).
- 1872 : William Fay, acteur et producteur irlandais († 27 octobre 1947).
- 1875 :
  - Edward Alexander « Aleister » Crowley, écrivain et occultiste britannique († 1er décembre 1947).
  - Stanislaus von Prowazek, zoologiste allemand († 17 février 1915).
- 1881 :
  - Olev Siinmaa (en), architecte estonien († 29 mars 1948).
  - Maximilian von Weichs, militaire allemand († 27 juin 1954).
- 1886 :
  - Günther Dyhrenfurth, alpiniste, géologue, géographe et paléontologue suisse († 14 avril 1975).
  - Ben Travers, scénariste anglais († 18 décembre 1980).
- 1888 : Kammermor (Camille Le Mercier d'Erm dit), poète, éditeur, historien et nationaliste breton († 18 août 1978).
- 1889 : DeWitt Wallace (en), éditeur américain, cofondateur du Reader's Digest († 30 mars 1981).
- 1890 : Lily Kronberger, patineuse artistique hongroise († 21 mai 1974).
- 1892 : Tudor Davies (en), ténor gallois († 2 avril 1958).
- 1894 : Thorleif Schjelderup-Ebbe, zoologiste norvégien († 8 juin 1976).
- 1895 : Nima Yushij (Ali Esfandiari / علی اسفندیاری dit), poète iranien († 6 janvier 1960).
- 1896 :
  - Sálim Ali (सालिम अली), ornithologue indien († 27 juillet 1987).
  - Émile Couzinet (Émile Cousinet dit), cinéaste français († 25 octobre 1964).
- 1897 : Karl Marx, compositeur et chef d’orchestre allemand († 8 mai 1985).
- 1898 : Leon Štukelj, gymnaste slovène, plusieurs fois médaillé († 8 novembre 1999).

### XXesiècle
- 1901 : James Luther Adams, prêtre et théologien américain († 26 juillet 1994).
- 1903 : Jack Oakie, acteur américain († 23 janvier 1978).
- 1904 :
  - Maximilian Edwin « Max » Hoffman, homme d’affaires autrichien († 8 août 1981).
  - Jacques Tourneur (Jacques Thomas dit), réalisateur français († 19 décembre 1977).
  - Henri-Irénée Marrou, historien français († 11 avril 1977).
- 1905 : Louise Thaden, aviatrice américaine († 9 novembre 1979).
- 1906 : George Dillon (en), poète et éditeur († 9 mai 1968).
- 1908 : 
  - Harry Blackmun, juge américain († 4 mars 1999).
  - Shamus Culhane, réalisateur, producteur, scénariste et monteur américain († 2 février 1996).
- 1910 :
  - Guy Decomble, acteur français († 14 août 1964).
  - Dudley Nourse (en), joueur de cricket sud-africain († 14 août 1981).
- 1911 : Wilbur Dorsey « Buck » Clayton, trompettiste, arrangeur et chef d’orchestre américain († 8 décembre 1991).
- 1912 : Bernardino Echeverría Ruiz, prélat équatorien, archevêque de Guayaquil de 1969 à 1989 († 6 avril 2000).
- 1914 :
  - Peter Whitehead, pilote automobile anglais († 21 septembre 1958).
  - Sylvi Saimo, kayakiste finlandaise, championne olympique († 12 mars 2004).
- 1915 : Roland Barthes, écrivain et sémiologue français († 26 mars 1980).
- 1916 :
  - Paul Emery, pilote automobile anglais († 3 février 1993).
  - Jean Papineau-Couture, compositeur et pédagogue québécois († 11 août 2000).
- 1917 :
  - Jo Stafford, chanteuse et actrice américaine († 16 juillet 2008).
  - Djaafar Khemdoudi, résistant français († 26 juillet 2011).
- 1919 : Jackie Washington (en), chanteur canadien († 27 juin 2009).
- 1920 :
  - Camille Dagenais, ingénieur québécois († 18 septembre 2016).
  - Konrad Müller, philologue classique suisse († 31 mars 2015).
  - Richard Quine, cinéaste américain († 10 juin 1989).
- 1922 :
  - Tadeusz Borowski, écrivain et journaliste polonais († 3 juillet 1951).
  - Kim Hunter (Janet Cole dite), actrice américaine († 11 septembre 2002).
- 1923 :
  - Ian Graham, archéologue et explorateur anglais († 1er août 2017).
  - Rubén Bonifaz Nuño, poète mexicain († 31 janvier 2013).
  - Piem (Pierre Georges Marie de Barrigue de Montvallon dit), dessinateur français († 12 novembre 2020).
- 1924 :
  - Audouin Dollfus, astronome français († 1er octobre 2010).
  - Samuel « Sam » Jones, contrebassiste, violoncelliste et compositeur américain de jazz († 15 décembre 1981).
- 1926 : Robert Goff, baron Goff de Chieveley (en), juge anglais († 14 août 2016).
- 1927 :
  - František Šťastný (en), pilote automobile tchèque († 8 avril 2000).
  - Yutaka Taniyama (谷山 豊), mathématicien japonais († 17 novembre 1958).
- 1928 : Robert Wentworth John « Bob » Holness (en), présentateur anglais († 6 janvier 2012).
- 1929 :
  - Etchika Choureau, actrice française († 25 janvier 2022).
  - Michael Ende, écrivain allemand († 29 août 1995).
  - Claude Imbert, journaliste français († 23 novembre 2016).
  - Grace Kelly, actrice américaine puis princesse de Monaco († 14 septembre 1982).
- 1930 : Ève Gagnier, soprano et actrice québécoise († 19 septembre 1984).
- 1931 : Robert Stanley « Bob » Crewe, auteur-compositeur et producteur américain († 11 septembre 2014).
- 1933 :
  - Petrus Franciscus Maria « Peter » Post, coureur cycliste néerlandais († 14 janvier 2011).
  - Jalal Talabani (جەلال تاڵەبانی), homme politique kurdo-irakien, président de la République irakienne de 2005 à 2014 († 3 octobre 2017).
- 1934 :
  - Charles Manson, criminel américain († 19 novembre 2017).
  - John McGahern, écrivain irlandais († 30 mars 2006).
- 1935 :
  - Philippe Gildas (Philippe Leprêtre dit), journaliste français († 28 octobre 2018).
  - Jan Sikorski, prêtre catholique et figure de l'anticommunisme polonais.
- 1937 : Richard H. Truly, astronaute américain.
- 1938 :
  - Jim Leon, peintre britannique († 14 janvier 2002).
  - Benjamin Mkapa, homme politique et journaliste tanzanien, président de la république de Tanzanie de 1995 à 2005 († 23 juillet 2020).
  - Mortimer « Mort » Shuman, compositeur et chanteur américain († 2 novembre 1991).
- 1939 : Lucia Popp, soprano slovaque († 16 novembre 1993).
- 1940 :
  - Michel Audet, économiste et homme politique québécois.
  - Jürgen Todenhöfer, homme politique et essayiste allemand.
- 1941 : Carol Gluck, historienne et auteure américaine.
- 1943 :
  - Lester Errol Brown, chanteur jamaïcain († 6 mai 2015).
  - Brian Hyland, chanteur américain.
  - Wallace Shawn, acteur et scénariste américain.
  - Björn Waldegård, pilote automobile suédois († 29 août 2014).
  - John Walker (en) (John Joseph Maus dit), chanteur, guitariste et compositeur américain († 7 mai 2011).
- 1944 :
  - Booker Taliaferro Jones, Jr., claviériste, arrangeur et producteur américain du groupe Booker T. & the M.G.'s.
  - Alan Richard « Al » Michaels (en), commentateur sportif américain.
- 1945 :
  - Michael Bishop, auteur américain.
  - John Tracy Kidder, journaliste et auteur américain.
  - Neil Young, chanteur canadien.
- 1946 :
  - Alexandra Charles[réf. nécessaire], costumière française.
  - Peter Milliken, homme politique canadien.
- 1947 :
  - Buck Dharma (Donald Roeser dit), chanteur, guitariste et compositeur américain.
  - Sue Gossick, plongeuse américaine championne olympique.
  - Patrice Leconte, acteur et cinéaste français.
- 1948 :
  - Jean-Paul Bigard, industriel français dans l'agro-alimentaire, P.-D.-G. de l'entreprise homonyme.
  - Banjō Ginga (Takashi Tanaka / 田中 崇 dit), doubleur japonais.
  - Hassan Rouhani (حسن روحانی), homme politique, avocat, diplomate et universitaire iranien, président de la république islamique d'Iran de 2013 à 2021.
- 1949 :
  - Michel Albaladejo, footballeur français.
  - André Laplante, pianiste de concert québécois.
  - Ron Lapointe, entraîneur-chef canadien de hockey sur glace († 23 mars 1992).
  - John « Jack » Francis Reed, homme politique américain.
- 1951 : Patrick Sabatier, animateur de télévision français.
- 1954 :
  - Robert William « Rob » Lytle (en), joueur américain de football américain († 20 novembre 2010).
  - Paul McNamee, joueur de tennis professionnel australien.
- 1956 :
  - Kōji Gushiken, gymnaste japonais, double champion olympique.
  - Stephen Crawford « Stevie » Young, musicien australien d'origine écossaise, guitariste rythmique d'AC/DC.
- 1957 :
  - Chelsia Chan, actrice hongkongaise.
  - Paul Dennis Reid (en), tueur en série américain († 1er novembre 2013).
  - Timothy « Tim » Samaras, ingénieur météorologue et chasseur de tornades américain († 31 mai 2013).
- 1958 :
  - Brigitte Deydier, judokate française.
  - Megan Mullally, actrice américaine.
  - Mykola Vynnychenko (Микола Винниченко), athlète ukrainien.
- 1959 :
  - Vinciane Despret, philosophe des sciences belge.
  - Luc Guérin, acteur québécois.
  - Vincent Irizarry, acteur américain.
  - Toshihiko Sahashi (佐橋 俊彦), compositeur japonais.
- 1960 : Maurane (Claudine Luypaerts dite), chanteuse belge († 7 mai 2018).
- 1961 :
  - Nadia Comăneci, gymnaste roumaine, quintuple championne olympique.
  - Enzo Francescoli, footballeur uruguayen.
- 1962 :
  - Kuniko Asagi (ja) (Kuniko Tanaka / 田中 久仁子 dite), actrice et présentatrice japonaise.
  - Jon Dough (Chester Anuszak dit), acteur, producteur et réalisateur de films pornographiques américain († 27 août 2006).
  - Mariella Frostrup, journaliste et présentatrice norvégien.
  - Mark Hunter, hockeyeur professionnel canadien.
  - Neal Shusterman, auteur américain.
  - Naomi Wolf, auteure et consultante politique américaine.
- 1963 : 
  - Detlef Hofmann, kayakiste allemand, champion allemand.
  - Damon Galgut, écrivain sud-africain.
- 1964 :
  - James Victor « Vic » Chesnutt, chanteur, guitariste et compositeur américain († 25 décembre 2009).
  - David Ellefson, bassiste de heavy metal américain.
  - Wang Kuang-hui (en) (王光辉), joueur et entraîneur de baseball taïwanais.
- 1965 : Walter Alexis « Lex » Lang, doubleur et producteur américain.
- 1967 :
  - Disco Inferno (Glenn Gilberti dit), catcheur américain.
  - Iryna Khalip (en) (Iрына Халiп), journaliste biélorusse.
  - Michael Moorer, boxeur américain.
  - Grant Nicholas, chanteur et guitariste britannique.
- 1968 :
  - Kathleen Hanna, chanteuse et musicienne américaine.
  - Sharon Shannon, musicienne irlandaise, accordéoniste, violoniste, tin whistler et mélodéoniste.
  - Samuel Peralta « Sammy » Sosa, joueur de baseball dominicain.
  - Aaron Stainthorpe, chanteur et musicien anglo-allemand.
- 1969 :
  - David Boutin, acteur québécois.
  - Ian Bremmer, politologue américain.
  - Jason Cundy (en), footballeur et commentateur anglais.
  - Robert Christopher « Rob » Schrab, écrivain et cinéaste américain.
- 1970 :
  - Elektra (en) (Donna Adamo dite), catcheuse américaine.
  - Tonya Harding, patineuse artistique américaine.
  - Sarah Harmer, chanteuse et guitariste canadienne.
  - Oscar Strasnoy, compositeur, chef d'orchestre et pianiste argentino-français.
- 1971 : Chen Guangcheng (陈光诚), avocat et militant des droits civiques chinois.
- 1972 :
  - Vassilios Tsiartas (Βασίλειος Τσιάρτας), footballeur grec.
  - Olga Strazheva, gymnaste ukrainienne, championne olympique.
- 1973 :
  - Ibrahim Ba, footballeur français.
  - Radha Mitchell, actrice américaine.
- 1974 :
  - Olivia Côte, actrice française qui a joué dans Vous les femmes.
  - Alessandro Birindelli, footballeur italien.
- 1975 :
  - Jason Lezak, nageur américain.
  - Angela Watson, actrice américaine.
  - Dmitri Vasilenko, gymnaste russe, champion olympique († 4 novembre 2019).
- 1976 :
  - Tevin Campbell (en), chanteur et acteur américain.
  - Judith Holofernes, chanteuse allemande.
  - Richelle Mead, auteure américaine.
  - Mirosław Szymkowiak, footballeur et journaliste polonais.
- 1977 :
  - Benedict Saul « Benni » McCarthy, footballeur sud-africain.
  - Lee Murray (en), expert en MMA anglais.
- 1978 :
  - Alexandra Maria Lara, actrice allemande d'origine roumaine.
  - Ashley Williams, actrice américaine.
- 1979 :
  - Matthew Lee « Matt » Cappotelli (en), catcheur américain.
  - Lucas Glover, golfeur américain.
  - Corey Maggette, basketteur et commentateur américain.
  - Cote de Pablo (María José de Pablo Fernández dite), actrice américaine.
  - Matthew « Matt » Stevic (en), joueur et arbitre australien de football australien.
- 1980 :
  - Trent Acid (Michael Verdi dit), catcheur américain († 18 juin 2010).
  - Shaun Cooper, bassiste américain du groupe Taking Back Sunday.
  - Nur Fettahoğlu, actrice turque.
  - Ryan Gosling, acteur américain.
  - Charlie Hodgson, joueur de rugby anglais.
  - Benoît Pedretti, footballeur français.
- 1981 :
  - Annika Becker, athlète allemand, plusieurs fois médaillée.
  - Dudley Junior « D.J. » Campbell, footballeur anglais.
  - Sergio Floccari, footballeur italien.
- 1982 :
  - Anne Hathaway, actrice américaine.
  - Mikele Leigertwood, footballeur anglais.
- 1983 :
  - Michał Kwiatkowski, chanteur polonais.
  - Charlie Morton joueur de baseball américain.
- 1984 :
  - DaGenius, poète slameur, peintre et dessinateur comorien.
  - Dara (Sandara Park /박산다라 dite), chanteuse, actrice et mannequin sud-coréenne.
  - Benjamin Okolski (en), patineur artistique américain.
  - Conrad Rautenbach, pilote automobile zimbabwéen.
  - Sepp De Roover, footballeur belge.
  - Yan Zi (晏紫), joueuse de tennis chinoise.
- 1985 :
  - Arianny Celeste (Penelope López Márquez dite), mannequin américaine.
  - Adlène Guedioura, footballeur algérien.
- 1986 :
  - Ignazio Abate, footballeur italien.
  - Robert Müller (de), footballeur allemand.
  - Chinedum « Nedum » Onuoha, footballeur anglais.
  - Evan Yo (en) (Tsai Min-you dit), chanteur taïwanais.
- 1987 :
  - Jason Day, golfeur australien.
  - Kengo Kōra (高良 健吾), acteur japonais.
  - Bryan Little, hockeyeur sur glace canadien.
- 1988 :
  - Alistair Brammer, acteur et chanteur anglais.
  - Haruka, auteur-compositrice-interprète et guitariste rock japonaise.
  - Russell Westbrook, basketteur américain.
- 1989 :
  - Hiroshi Kiyotake (清武 弘嗣), footballeur japonais.
  - Gino Martin Martinez Santos (en), réalisateur et producteur philippin.
- 1990 :
  - Tangaki Taulupe « Toby » Faletau, joueur de rugby gallois.
  - Florent Manaudou, nageur français.
  - Peter Mata'utia (en), joueur de rugby samoan.
  - Marcell Ozuna, joueur de baseball dominicain.
  - Harmeet Singh, footballeur norvégien.
  - Siim-Sander Vene, basketteur estonien.
- 1991 : Gijs Van Hoecke, cycliste belge.
- 1992 :
  - Alfonso Clark « Trey » Burke III, basketteur américain.
  - Giulietta (en) (Giulia Russo dite), chanteuse australienne.
  - Adam Larsson, hockeyeur sur glace suédois.
- 1993 : Luguelín Santos, athlète dominicaine, plusieurs fois médaillée.
- 1994 :
  - Guillaume Cizeron, patineur artistique français de danse sur glace.
  - Anna Khnychenkova (en) (Анна Кгниченкова), patineuse artistique ukrainienne.
- 1995 : Thomas Lemar, footballeur français.
- 1998 :
  - Jules Koundé, footballeur français.
  - Hebatallah Serry, gymnaste artistique marocaine.
  - Fanny Stollár, joueuse de tennis hongroise.
- 2000 : Pippa Allen, actrice néerlandaise.

## Décès

### Viesiècleav. J.-C.
- -520 : Zhou Daowang ou Dao, vingt-cinquième et très éphémère roi chinois de la dynastie Zhou durant environ deux mois, assassiné par son demi-frère le prince Wangzi Chao.

### VIIesiècle
- 607 : Boniface III, 66e pape, en fonction en 607 (° inconnue).

### XIesiècle
- 1035 : Knut II, roi d'Angleterre dès 1016 et du Danemark dès 1018 et co-roi de Norvège dès 1028 (° 994).
- 1094 : Duncan II, roi d'Écosse en 1094 (° 1060).

### XVesiècle
- 1434 : Louis III d'Anjou, duc d'Anjou et roi de Naples de 1417 à 1434 (° 25 septembre 1403).

### XVIesiècle
- 1555 : Étienne Gardiner, religieux et homme politique anglais (° vers 1497).
- 1565 : Carlo Visconti, prélat italien (° 1523).
- 1567 : Anne de Montmorency, militaire français (° 15 mars 1493).
- 1595 : John Hawkins, navigateur anglais (° 1532).

### XVIIesiècle
- 1667 : Hans Nansen, homme politique, marchand et explorateur danois (° 28 novembre 1598).
- 1671 : Thomas Fairfax, homme politique et militaire anglais (° 17 janvier 1612).

### XVIIIesiècle
- 1742 : Friedrich Hoffmann, médecin et chimiste allemand (° 19 février 1660).
- 1744 : Léon Potier de Gesvres, prélat français (° 15 août 1656).
- 1793 : Jean Sylvain Bailly, astronome et homme politique français, maire de Paris de 1789 à 1791 (° 15 septembre 1736).

### XIXesiècle
- 1836 : Juan Ramón Balcarce (en), homme politique et militaire argentin, gouverneur de la province de Buenos Aires (° 16 mars 1773).
- 1838 : Amaury Duval, diplomate, historien, archéologue et homme de lettres français (° 28 janvier 1760).
- 1865 : Elizabeth Gaskell, auteure anglaise (° 29 septembre 1810).
- 1869 : Johann Friedrich Overbeck, peintre allemand (° 3 juillet 1789).
- 1870 : Auguste Duméril, zoologiste français (° 30 novembre 1812).
- 1879 : Jean-Charles Chenu, médecin et naturaliste français (° 30 août 1808).
- 1886 : 
  - William Cole, homme politique et paléontologue britannique (° 25 janvier 1807).
  - Francis Fry, industriel britannique (° 28 octobre 1803).
  - Archibald Alexander Hodge, pasteur américain (° 18 juillet 1823).
- 1896 : Joseph James Cheeseman, homme politique libérien, président de la république du Liberia de 1892 à 1896 (° 1843).

### XXesiècle
- 1902 : William Henry Barlow, ingénieur anglais (° 1812).
- 1908 : Albert Libertad (Joseph Albert dit), militant anarcho-communiste français (° 24 novembre 1875).
- 1933 :
  - John Cady, golfeur américain (° 26 janvier 1866).
  - Fred Holland Day, photographe et éditeur américain (° 8 juillet 1864).
- 1934 : Luis Freg, matador mexicain (° 21 juin 1890).
- 1936 : Joseph Medes Ferris, agriculteur espagnol, martyr de la guerre d'Espagne (° 13 janvier 1885).
- 1939 : Norman Bethune, médecin canadien, humaniste et précurseur de la médecine sociale (° 3 mars 1890).
- 1946 :
  - Albert Bond Lambert, aviateur et golfeur américain (° 6 décembre 1875).
  - Madan Mohan Malaviya (मदनमोहन मालवीय), homme politique indien, président du Congrès national indien en 1909 et en 1918 (° 25 décembre 1861).
- 1948 : Umberto Giordano, compositeur italien (° 28 août 1867).
- 1950 :
  - Lesley Ashburner, athlète américain, médaillé olympique (° 21 octobre 1883).
  - Julia Marlowe, actrice américaine (° 17 août 1865).
  - Grégoire Lakota, évêque de l'Église gréco-catholique ukrainienne, mort en déportation en Sibérie (° 31 janvier 1883)[12].
- 1955 :
  - Alfréd Hajós, nageur et architecte hongrois, médaillé olympique (° 1er février 1878).
  - Augustin « Tin » Ujević, poète croate (° 5 juillet 1891).
  - Sarah Wambaugh (en), politologue américaine (° 6 mars 1882).
- 1956 : Juan Negrín, homme d’État espagnol (° 3 février 1892).
- 1958 : Gustaf Söderström, athlète suédois (° 25 novembre 1865).
- 1965 : Taher Saifuddin (en) (سيدنا طاهر سيف الين), chef spirituel indien (° 4 août 1888).
- 1967 : Yui Chūnoshin (由比忠乃進), espérantiste et pacifiste japonais (° 11 octobre 1894)
- 1969 : Liu Shaoqi (刘少奇), révolutionnaire et chef d’État chinois, président de la république populaire de Chine de 1959 à 1968 (° 24 novembre 1898).
- 1971 : Eirik Labonne, diplomate français (° 3 octobre 1888).
- 1972 :
  - Rudolf Friml, compositeur d'opérettes américain d’origine austro-hongroise (° 7 décembre 1879).
  - Thomas Henry « Tommy » Wisdom (en), pilote automobile et journaliste anglais (° 16 février 1906).
- 1973 : Armand Thirard, directeur de la photographie français (° 25 octobre 1899).
- 1976 :
  - Mikhaïl Gourevitch (Михаил Иосифович Гуревич), ingénieur aéronautique russe (° 12 janvier 1893).
  - Walter Piston, compositeur américain (° 20 janvier 1894).
- 1981 : William Holden (William Franklin Beedle Jr. dit), acteur américain (° 17 avril 1918).
- 1984 : Chester Himes, écrivain américain (° 29 juillet 1909).
- 1986 : Minoru Yasui (en) (安井稔), juriste et militant japonais (° 19 octobre 1916)
- 1987 : Cornelis Vreeswijk, acteur et auteur-compositeur-interprète néerlando-suédois (° 8 août 1937).
- 1989 :
  - Dolores Ibárruri, femme politique espagnole, secrétaire générale puis présidente du Parti communiste espagnol de 1942 à 1989 (° 9 décembre 1895).
  - Sourou Migan Apithy, homme politique béninois, président de la République du Dahomey (Bénin) de 1964 à 1965 (° 8 avril 1913).
- 1990 : Eve Arden, actrice américaine (° 30 avril 1908).
- 1991 :
  - Diane Brewster, actrice américaine (° 11 mars 1931).
  - Gabriele Tinti, acteur italien (° 22 août 1932).
- 1993 :
  - Harry Robbins « Bob » Haldeman, homme politique américain, chef de cabinet de la Maison-Blanche de 1969 à 1973 (° 27 octobre 1926).
  - Anna Sten (Anel Stenskaya Sudakevich dite), actrice américaine d'origine russe (° 1er décembre 1908).
- 1994 : Wilma Rudolph, athlète américaine, plusieurs fois médaillée olympique (° 23 juin 1940).
- 1997 : Carlos Surinach, compositeur et chef d’orchestre espagnol (° 4 mars 1915).
- 1998 :
  - Yvon Chotard, éditeur et syndicaliste patronal français (° 25 mai 1921).
  - Jack Gelineau, hockeyeur sur glace canadien (° 11 novembre 1924).
  - Stéphane de Habsbourg-Toscane, archiduc d'Autriche et prince de Toscane (° 15 août 1932).
  - Paul Hoffman, basketteur américain (° 12 avril 1925).
  - Roy Hollis (en), footballeur anglais (° 24 décembre 1925)
  - Sally Shlaer (en), mathématicien et ingénieure américaine (° 3 décembre 1938).
  - Hendrik Timmer, joueur de tennis néerlandais (° 8 février 1904).
- 2000 : Franck Pourcel, chef d'orchestre français (° 14 août 1913).

### XXIesiècle
- 2001 :
  - Albert Hague, acteur et compositeur américain (° 13 octobre 1920).
  - Anthony John « Tony » Miles, joueurs d’échecs anglais (° 23 avril 1955).
- 2002 :
  - Roger Chupin, cycliste sur route français (° 30 septembre 1921).
  - Raoul Diagne, footballeur français (° 10 novembre 1910).
  - Jean-Pierre Lacroux, auteur, romancier, dessinateur et typographe français (° 10 mars 1947).
- 2003 :
  - Jonathan Brandis, acteur américain (° 13 avril 1976).
  - Cameron Duncan, réalisateur et scénariste néo-zélandais (° 20 avril 1986).
  - Penny Singleton (Marianna Dorothy Agnes Letitia McNulty dite), actrice américaine (° 15 septembre 1908).
  - Anthony T. « Tony » Thompson, musicien américain du groupe Chic (° 15 novembre 1954).
- 2004 : Jacqueline Lévi-Valensi, universitaire française (° 22 août 1932).
- 2006 :
  - Andrée Champeaux, actrice française (° 1er décembre 1905).
  - Alphonse Halimi, boxeur français (° 18 février 1932).
  - Mario Merola, chanteur et acteur italien (° 6 avril 1934).
  - Adam Schaff, philosophe polonais (° 10 mars 1913).
- 2007 :
  - Khanmohammad Cassumbhoy Ibrahim (en) (खानमोहम्मद इब्राहीम), joueur de cricket indien (° 26 janvier 1919).
  - Ira Levin, romancier et auteur dramatique américain (° 27 août 1929).
- 2008 :
  - Catherine Baker Knoll (en), femme politique américaine, lieutenante-gouverneure de Pennsylvanie de 2003 à 2008 (° 3 septembre 1930).
  - John Ronald « Mitch » Mitchell, musicien britannique (° 9 juin 1947).
  - Henri Spade, journaliste de télévision et de radio (° 16 juillet 1921).
- 2009 : Bernard Kolélas, homme politique congolais, Premier ministre de la république du Congo en 1997 (° 12 juin 1933).
- 2010 : Henryk Górecki, compositeur polonais (° 6 décembre 1933).
- 2012 :
  - Anthony di Bonaventura (en), pianiste américain (° 12 novembre 1929).
  - Robert « Bob » French (en), batteur américain de jazz (° 1928).
  - Hans Hammarskiöld (en), photographe suédois (° 17 mai 1925).
  - Sergio Oliva, culturiste américain (° 4 juin 1941).
  - Daniel Stern, pédopsychiatre et psychanalyse américain (° 16 août 1934).
- 2013 :
  - Steve Rexe, hockeyeur et entraîneur canadien (° 26 février 1947).
  - Konrad Rudnicki, astronome polonais (° 2 juillet 1926).
  - Aleksandr Serebrov (Александр Александрович Серебров), cosmonaute et ingénieur russe (° 15 février 1944).
  - John Tavener, compositeur britannique de musique classique (° 28 janvier 1944).
  - Kurt Trampedach, sculpteur et peintre danois (° 13 mai 1943).
  - Antigone Valakou (Αντιγόνη Βαλάκου), actrice grecque (avril 1930).
- 2014 :
  - John Briscoe, hydrologue sud-africain (° 30 juillet 1948).
  - Ravi Chopra (en) (रवि चोपड़ा), réalisateur et producteur indien (° 27 septembre 1946).
  - Warren Clarke, acteur anglais (° 26 avril 1947).
  - le comte Jean-Pierre de Launoit, homme d'affaires, homme de culture et philanthrope belge (° 5 janvier 1935).
  - Margaret « Marge » Roukema, femme politique américaine (° 19 septembre 1929).
  - Valery Senderov (en) (Валерий Сендеров), mathématicien russe (° 17 mars 1945).
- 2015 :
  - Earl Edward Anderson (en), militaire américain (° 24 juin 1919).
  - Philip Ciaccio (arz), homme politique et juriste américain (° 23 août 1927).
  - Márton Fülöp, footballeur hongrois (° 3 mai 1983).
  - Jihadi John (Mohammed Emwazi /محمد جاسم عبد الكريم عليان الظفيري dit), terroriste koweïtien (° 17 août 1988).
  - Aaron Shikler, peintre américain (° 18 mars 1922).
- 2016 :
  - Mahmoud Abdel Aziz (محمود عبد العزيز), acteur égyptien (° 4 juin 1946).
  - Turki II bin Abdulaziz Al Saud (en) (تركي الثاني بن عبد العزيز بن عبد الرحمن آل سعود), prince saoudien (° 1934).
  - Malek Chebel (مالك شبال), anthropologue algérien (° 23 avril 1953).
  - Dawn Coe-Jones (en), golfeur canadien (° 19 octobre 1960).
  - Punya Datta (en) (पुण्य दत्ता), joueur de cricket indien (° 21 juin 1924).
  - Louis Devereux (en), joueur de cricket anglais (° 20 octobre 1931).
  - Gerald John « Jerry » Dumas, bédéiste américain (° 6 juin 1930).
  - Robert Neville « Bob » Francis (en), présentateur radiophonique australien (° 11 mars 1939).
  - Stanley George Sinclair Grizzle (en), juge et militant canadien (° 18 novembre 1918).
  - Frank Konigsberg (en), agent artistique et producteur américain (° 1933).
  - Adolf Kunstwadl (en), footballeur allemand (° 8 février 1940).
  - Howard Ruff (en), économiste américain (° 27 décembre 1930).
  - Edgard Sorgeloos, cycliste belge (° 14 décembre 1930).
  - Lupita Tovar, actrice mexicaine (° 27 juillet 1910).
  - Paul Vergès, homme politique français (° 5 mars 1925).
  - Jacques Werup, romancier, poète, interprète, musicien et scénariste suédois (° 14 janvier 1945).
  - Yu Xu (余旭), aviateur chinois (° 1986).
- 2017 : 
  - Bernard Panafieu, cardinal français (° 26 janvier 1931).
  - Jack Ralite, homme politique français (° 14 mai 1928).
- 2018 : Stanley « Stan » Lee, scénariste et directeur de publication américain (° 28 décembre 1922).
- 2020 :
  - Nelly Kaplan, cinéaste et écrivaine française (° 11 avril 1931).
  - Piem (Pierre Georges Marie de Barrigue de Montvallon dit), dessinateur français (° 12 novembre 1923).

## Célébrations
- Organisation mondiale de la santé (OMS) : journée mondiale de la pneumonie[13].

- Azerbaïdjan : journée de la Constitution adoptée en 1995[14].
- Taïwan : journée anniversaire de Sun Yat-sen ci-avant[15].

### Fête religieuse
- Bahaïsme : naissance de Bahá'u'lláh.

### Saints des Églises chrétiennes

#### Catholiques et orthodoxes
Saints du jour, :
- Benoît de Bénévent († 1003), moine évangélisateur de la Pologne.
- Cadwallader (VIIe siècle), roi gallois.
- Christian de Pologne († 1003), moine évangélisateur de la Pologne.
- Cummian Fada († 662), moine irlandais.
- Cunibert († v. 660), Archevêque de Cologne.
- Emilien de Tarragone († v. 574), Ermite.
- Evode (IVe siècle), évêque du Puy en Velay
- Jean le Miséricordieux († 619), Patriarche d'Alexandrie.
- Lébuin († v. 785), Moine bénédictin.
- Léger (VIIe siècle), évêque de Saintes.
- Liévin de Gand († v. 657) évêque et martyr
- Machar (VIe siècle), évêque d'Aberdeen en Écosse.
- Natalène (IVe siècle), Martyre à Pamiers.
- Nil l'Ascète († v. 450), Abbé.
- Paterne de Sens († 726), moine martyr.
- Principin (IVe siècle), Martyr.
- Raphaïlde et Brice († v. 652), Martyrs vénérés à Gand.
- René d'Angers († v. 450), évêque.
- Ymar († v. 830), Bénédictin anglais.

#### Saints et bienheureux des Églises catholiques
Saints et béatifiés du jour :
- Astère († 1053), Moine bénédictin.
- Christophe († 1500), bienheureux moine cistercien mort martyr.
- Diégo († 1463), franciscain portugais.
- Jean Cini de La Paix (XIVe siècle), Tertiaire de saint François.
- Josaphat Kocylovskyj († 1947), évêque ukrainien béatifié.
- Joseph Medes Ferris († 1936), bienheureux agriculteur espagnol, martyr de la guerre d'Espagne[18].
- Margarito Flores Garcia († 1927), Prêtre mexicain et martyr.

#### Saints orthodoxes
Outre les saints œcuméniques voire pré-schismatiques ci-avant, aux dates éventuellement différentes dans les calendriers julien, orientaux... 

### Prénoms
Bonne fête aux Christian et ses variantes ou dérivés : Chrétien, Chrestien, Chris, Cristian, Cristiano, Kirsten(n), Kristen, Kristian, Kryzstian (et 12 juin) ; les Christiane et variantes étant plutôt à l'honneur les 15 décembre ou 14 janvier par exemple.
Et aussi aux :
- Astère et ses variantes Ascrick, Astéric, Astericus et Astric ;
- Courtois, Curtis, Curt, Kurt (en Suède), etc.
- Cunibert,
- Diego et ses variantes : Diaz, en espagnol aussi, Diègue en français, Diogo en portugais ;
- Émilien et ses variantes : Émilian, Émilion et Emiliano (saint-Émile et variantes à part, les 19 septembre pour sainte-Émilie) ;
- Josaphat (voir aussi Joseph(e) et variantes les 19 mars et autres).

## Traditions et superstitions

### Dicton du jour
« À la Saint-Christian, temps sanguin annonce pluie du lendemain. »[réf. à confirmer]

### Astrologie
- Signe du zodiaque : 21e jour du Scorpion.

## Toponymie
Les noms de plusieurs voies, places, sites ou édifices, de pays ou provinces francophones contiennent cette date sous plusieurs graphies éventuelles : voir Douze-Novembre .